# Folkert Posthuma

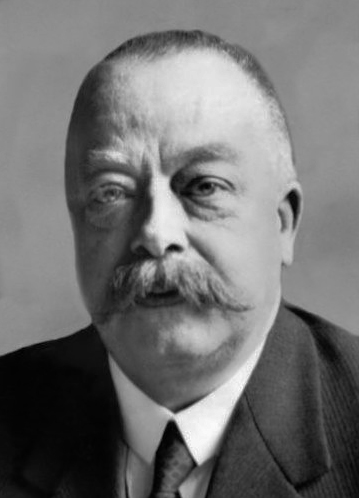
Folkert Posthuma (1930)

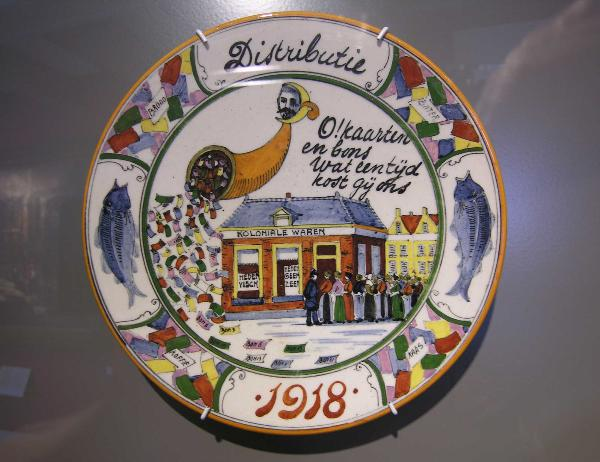
Posthuma te zien op een schertsende manier op een herdenkingsbord uit 1918 over het Aardappeloproer

Folkert Evert Posthuma (Leeuwarden, 20 mei 1874 – Vorden, 3 juni 1943) was een Nederlands landbouwkundige en minister. 
Posthuma studeerde Nederlandse landbouw aan de Rijks Hoogere Land-, Tuin- en Boschbouwschool te Wageningen. Ook studeerde hij aan het Landbouw-Instituut in het Duitse Halle an der Saale. Alvorens hij zich in de politiek begaf, was hij werkzaam in de zuivelindustrie en het verzekeringswezen.
Eind 1914, toen de Eerste Wereldoorlog al enige maanden aan de gang was, werd hij minister van Landbouw, Handel en Nijverheid in het kabinet-Cort van der Linden. Hij was belast met het distributiesysteem voor voedsel (waaronder regeringsbrood en eenheidsworst) en moest daardoor veel impopulaire maatregelen nemen. Hij was pro-Duits en kwam openlijk in conflict met Treub, die pro-Entente was. 
Voor en na zijn ministerschap bekleedde hij leidinggevende functies bij verzekeringsmaatschappij Centraal Beheer. Posthuma was in landbouwkringen een zeer gezien man en wist met zijn deskundigheid en ervaring tijdens de economische crisis van de dertiger jaren, tot aan zijn dood hun vertrouwen te behouden. Hij had een grote economische kennis en was een vooraanstaand zuivelspecialist. Voor de Nationale Bond Landbouw en Maatschappij was hij een belangrijk aanspreekpunt en adviseur. Toen deze bond tijdens de bezetting overging in de Nederlandse Landstand bleef hij ook die van advies dienen. Hoewel Posthuma geen lid van de NSB was, werd hij door Anton Mussert benoemd als Gemachtigde voor Landbouw en Visserij. Op 3 juni 1943 werd Posthuma in zijn woning te Vorden op 69-jarige leeftijd doodgeschoten door Jan Verleun, behorende bij de CS-6 groep van het verzet. Hij ligt begraven op de begraafplaats in Ruurlo.

## Onderscheidingen
- Ridder in de Orde van de Nederlandse Leeuw (28 augustus 1920)
- Commandeur in de Orde van Oranje-Nassau (1928)
- Commandeur in de Orde van de Nederlandse Leeuw (29 augustus 1938)

 Portaal: Fascisme en nationaalsocialisme in Nederland · Fascisme · Nationaalsocialisme